# Sankcje w prawie
W prawie wyróżnia się trzy rodzaje sankcji, przez które rozumie się negatywne konsekwencje za niezastosowanie się do dyspozycji norm prawnych:
- sankcje represyjne,
- sankcje egzekucyjne,
- sankcja nieważności[2].

Sankcje represyjne polegają na stosowaniu środków o wysokim stopniu dolegliwości, mających na celu wyrządzenie komuś przykrości, w tym poprzez ograniczenie jego wolności lub zmniejszenie wartości jego majątku.
Są to np.:
- wszelkiego rodzaju kary pieniężne (grzywna, kara umowna, jaka należy się niezależnie od wysokości poniesionej szkody, pozbawienie pracownika premii lub innej części wynagrodzenia, obowiązek zapłaty nawiązki, jaka z definicji jest wyższa niż wysokość powstałej szkody lub niezależna od niej, obowiązek zapłaty świadczenia pieniężnego na rzecz Funduszu Pomocy Pokrzywdzonym oraz Pomocy Postpenitencjarnej itp.)
- obowiązek zapłaty odszkodowania albo renty z tytułu wyrządzonej szkody lub zadośćuczynienia albo sumy pieniężnej na wskazany cel społeczny z tytułu wyrządzonej krzywdy psychicznej; odebranie komuś wolności osobistej (kara pozbawienia wolności (tzw. potocznie więzienia), kara aresztu, zastosowanie wobec kogoś aresztu tymczasowego, areszt domowy)
- konieczności nieodpłatnego wykonywania prac społecznych (tzw. kara ograniczenia wolności); pozbawienie życia (kara śmierci)
- różnego rodzaju zakazy – np. zakaz prowadzenia pojazdów, zakaz wykonywania określonego zawodu albo pełnienia określonej funkcji (zwłaszcza kierowniczej w organach danego rodzaju), zakaz kontaktowania się z określonymi osobami, zakaz przebywania w określonych środowiskach lub miejscach, zakaz wstępu na imprezy masowe, zakaz opuszczania określonego miejsca pobytu, zakaz promocji lub reklamy, zakaz korzystania z dotacji, subwencji lub innych form wsparcia finansowego ze środków publicznych, zakaz ubiegania się o zamówienia publiczne, zakaz dostępu do środków publicznych, zakaz korzystania z pomocy organizacji międzynarodowych, których czyjś kraj jest członkiem
- wydalenie z jakiejś organizacji; złożenie kogoś z urzędu; przepadek przedmiotów lub korzyści majątkowej; pozbawienie praw publicznych lub wyborczych
- pozbawienie lub ograniczenie praw rodzicielskich
- podanie wyroku do publicznej wiadomości
- konieczność dokonania przeprosin (podania sprostowania)
- otrzymanie nagany lub upomnienia[3]

Sankcje egzekucyjne polegają na przymuszeniu adresata prawa do dostosowania się przez niego do tego, czego prawo od niego wymaga, lub doprowadzaniu do stanu zgodności z prawem na jego koszt, w tym w celu zapewnienia wykonania sankcji represyjnej, jeśli ktoś nie poddaje się jej dobrowolnie.
Są to np.
- użycie przymusu fizycznego (siły fizycznej)
- dokonywanie eksmisji z bezprawnie zajmowanego lokalu
- doprowadzenie do jakiegoś miejsca (np. sądu)
- przeprowadzenie wykonania zastępczego
- „automatyczne” pobranie odpowiedniej kwoty z czyjegoś rachunku bankowego lub z czyjegoś wynagrodzenia za pracę[4]

Sankcja nieważności (zwana też czasem rygorem nieważności) polega na tym, że czynność prawna, przez którą można rozumieć zachowanie przewidziane przez prawo specjalnie do zgodnego z nim wywoływania określonych skutków prawnych (np. zawarta umowa, sporządzony testament, zawarte małżeństwo, oddanie głosu w wyborach), staje się z mocy prawa (ex lege) lub na żądanie drugiej strony albo osoby trzeciej, ewentualnie mocą decyzji sądu nieważna lub bezskuteczna względem jakichś osób.
Sankcja restytucyjna – sankcja egzekucyjna, która ma na celu przywrócenie stanu, jaki poprzednio istniał.

## Sankcje bezwzględne i względne
- sankcje bezwzględne – są ściśle wyznaczone
- sankcje względne – pozostawiają jakąś swobodę przy ich wymierzaniu, zwłaszcza w drodze wyboru spośród podanych alternatyw[4].

## Sankcje sformalizowane i niesformalizowane
- sankcje sformalizowane – wymierzane są w przepisanej do tego procedurze
- sankcje niesformalizowane – wymierzane bez zachowania przepisanej na to procedury[4].

W prawie sankcje są sformalizowane.

## Sankcje zinstytucjonalizowane i niezinstytucjonalizowane
- sankcje zinstytucjonalizowane – wymierzają je instytucje państwowe lub ich pracownicy/funkcjonariusze
- sankcje niezinstytucjonalizowane – wymierzane nie przez instytucje[4]

W prawie sankcje są zinstytucjonalizowane.

## Sankcje skupione i rozsiane
- sankcje skupione – tylko niektóre podmioty mogą je wymierzać
- rozsiane – wymierzane przez różne podmioty[4].

W prawie sankcje są skupione.

## Lex imperfecta i lex perfecta
Lex imperfecta (prawo niedoskonałe) – prawo (norma prawna), za którego naruszenie nie grozi żadna sankcja
Lex perfecta (prawo doskonałe) – prawo, za którego naruszenie przewidziana jest sankcja.

## Lex plus quam perfecta i lex minus quam perfecta
Lex plus quam perfecta – prawo, jakiego przestrzeganie obwarowane jest zarówno sankcją nieważności, jak i sankcją represyjną
Lex minus quam perfecta – prawo, którego nieprzestrzeganie zagrożone jest tylko sankcją represyjną, podczas gdy mogłoby ono być jeszcze zagrożone sankcją nieważności.